# マリベル・ドミンゲス
マリベル・ドミンゲス・カステラン (Maribel Domínguez Castelán, 1978年11月18日 - )は、メキシコ合衆国メキシコシティ出身の元女子サッカー選手、サッカー指導者。現役時代のポジションはフォワード。「マリゴール」 (Marigol)の愛称でも知られている。

## 経歴
メキシコシティ内のチャルコ地区(Chalco)で生まれ育った。周囲でサッカーをしていたのは殆どが男性ばかりという環境で、ドミンゲスは男の子のふりをしてサッカーに打ち込んだ。
2002年に渡米し、カンザスシティ・ミスティックス（Kansas City Mystics、USL Wリーグ所属）に入団。17ゴールを挙げ、得点ランキング2位に食い込み、この年度のリーグ最優秀選手にも輝いた。同年より代表に選出されるようになり、月開催のCONCACAF女子ゴールドカップに出場し、3位の成績を修めた。
翌2003年、アトランタ・ビートに移籍。同年には2003 FIFA女子ワールドカップの大陸間プレーオフに代表選手のひとりとして出場したが、本大会への出場はならなかった。しかし2004年開催のアテネオリンピックには出場する事ができた。この大会でメキシコ代表は、1次リーグを突破して決勝トーナメントに進出した。
この時の活躍を目にしたアトレティコ・セラーヤ（Atlético Celaya、当時メキシコサッカーリーグ2部所属）のフロントより2年契約を提示された。前代未聞のオファーに際して、メキシコサッカー連盟は容認との意見を出したが、FIFAは「男子サッカーと女子サッカーは明確な区分けがなされなければならない」という声明を発表したため、ドミンゲスの
セラーヤ入りは実現しなかった。
2005年、ドミンゲスはFCバルセロナ・フェメニへ入団し、スーペルリーガ・エスパニョーラでプレーする事となった。同年1月30日に、ADトレホンCF (AD Torrejón CF)戦でデビュー。その試合でハットトリックを達成した。当時のバルセロナは最下位に位置し、ナシオナルリーガ（2部リーグ）へ降格するかどうかの瀬戸際にあったが、トレホン戦で5-0で勝利したことがきっかけで最下位を脱出し、シーズン終了時にはスーペルリーガ残留を勝ち取る事ができた。同年度のFIFA年間最優秀選手女子部門へもノミネートされた。にもかかわらず、2006年、バルセロナはドミンゲスとの契約を更新しない事を選んだ。
アトレティコ・マドリード・フェメニーノへの入団の可能性もあったが、ドミンゲスはスーペルリーガのクラブではなく、ナシオナルリーガのUEレスタルティ (Unio Esportiva L'Estartit)を移籍先に選んだ。約半年もの間無所属であったものの、合流してから22得点を挙げ、クラブのスーペルリーガ昇格を後押しした。スーペルリーガに参入した2007-08年度も、合計で15得点を挙げている。